# Пољни Кесов
Пољни Кесов (слч. Poľný Kesov) насељено је мјесто са административним статусом сеоске општине (слч. obec) у округу Њитра, у Њитранском крају, Словачка Република.

## Становништво
| Година:    | 1994. | 2004.   | 2014.   | 2024.   |
| ---------- | ----- | ------- | ------- | ------- |
| Број људи: | 590   | 610     | 644     | 632     |
| Разлика:   |       | +3,38 % | +5,57 % | -1,86 % |

| Година:    | 2023. | 2024.   |
| ---------- | ----- | ------- |
| Број људи: | 633   | 632     |
| Разлика:   |       | -0,15 % |

Према подацима о броју становника из 2011. године насеље је имало 628 становника.